# Knut Korfitsen
Knut Viggo Korfitsen, född 12 november 1905 i Köpenhamn, död 2 april 1969 i Täby församling, Stockholms stift, var en svensk förlagsman och författare.
Knut Korfitsen studerade juridik i Stockholm 1924–1925, arbetade en tid i antikvarisk bokhandel, var litterär rådgivare i AB Ljus 1943–1945, Steinsviks förlag 1945–1946, P. A. Norstedt & Söner 1946–1947 och var från 1947 förlagschef i Ljus och Neuer Verlag. Under pseudonymen Arne Hägglund utgav Korfitsen tre elegant utformade skildringar ur modernt svensk medelklassliv, romanerna Fall från kateder (1938), där huvudpersonen var en läroverkslärare, Den rike ynglingen (1939), som behandlade motsättningen mellan landsbygd och stadskultur, och Ät, Adam! (1942), som skildrade ett ungt äktenskap i Stockholms arkitektkretsar. Korfitsen liknade i litterär teknik och livssyn Olle Hedberg.